# Села при Ајдовцу
Села при Ајдовцу (словен. Sela pri Ajdovcu) је насељено место у општини Жужемберк, регија Југоисточна Словенија, Словенија.

## Историја
До територијалне реорганизације у Словенији била су у саставу старе општине Ново Место.

## Становништво
У попису становништва из 2011. године, Села при Ајдовцу је имала 7 становника.
| Број становника према пописима | Број становника према пописима | Број становника према пописима |
| ------------------------------ | ------------------------------ | ------------------------------ |
| 1991                           | 2002                           | 2011                           |
| 13                             | 12                             | 7                              |